# Hip hop lofi
Lo-fi hip hop o chillhop es una forma de downtempo que combina elementos de hip hop y música chill-out. Se popularizó en la década de 2010 en YouTube y se convirtió en un meme de internet.

## Historia
En el 2013, YouTube comenzó a permitir transmisiones en vivo, lo que resultó en la creación "estaciones de radio" de 24 horas dedicadas a microgéneros como vaporwave, una derivación de chillwave. Spotify contribuyó al crecimiento del lo-fi al crear listas de reproducción, como "Chill Hits" y "Bedroom Pop", y al promover artistas de "chill pop".
En el 2017, una forma de música downtempo, etiquetada como "chillhop" o "lo-fi hip hop", se hizo popular entre los streamers de música de YouTube. En el 2018, varios de estos canales tenían millones de seguidores. Un DJ, Ryan Celsius, propuso que estaban inspirados por una nostalgia por los comerciales utilizados por Toonami y Adult Swim en la década del 2000, y que esto "creó un cruce entre personas que disfrutaron tanto anime y música hip hop". Estos canales funcionaban también como salas de chat, con los participantes a menudo discutiendo sus luchas personales. Para el 2018, la lista de reproducción "Chill Hits" de Spotify tenía 5.4 millones de oyentes y había estado creciendo rápidamente.

## Artistas destacables
Nujabes y J Dilla han sido referidos como los "padrinos del Hip Hop Lo-Fi". El colaborador de Vice Luke Winkie ha acreditado al canal de YouTube Lofi Girl (anteriormente conocido como "ChilledCow") como "la persona que presentó por primera vez a una chica de anime estudiosa como parte de su presentación, que estableció la base estética para el resto de las personas que operan en el género" y sugirió que "si hay una referencia compartida para el hip-hop lo-fi, es probablemente el álbum Madvillainy de MF Doom y Madlib".

## Recepción
Las transmisiones de hip hop lo-fi crecieron significativamente durante la pandemia de COVID-19. En Abril, MTV News señaló que "puede haber algo que decir acerca de la composición del hip hop lo-fi, y la forma en que sus creadores mezclan melodías simples con un uso juicioso de las palabras para crear intensos recuerdos, sentimientos y nostalgia", y afirmó que la cuarentena en varios países "ha llevado a la gente a pasar más horas en línea debido al aburrimiento o los lugares de trabajo y escuelas virtuales, y la música en vivo está alcanzando su máximo potencial".
Lo-fi hip hop es considerado un meme de Internet. Muchos productores en el género se distanciaron del género o se desviaron hacia otros estilos musicales. Las críticas comunes al género incluyeron la simplicidad de la música y el sonido cliché.